# 12th Planet
John Dadzie, (Los Ángeles, 7 de junio de 1982) más conocido por sus alias musicales 12th Planet e Infiltrata, es un DJ de dubstep con base en Los Ángeles y productor de drum and bass. 

## Biografía
Nacido como John Christopher Dadzie, creció en el sur de Los Ángeles, el menor de cuatro hermanos. Fue presentado por primera vez a la escena de la música electrónica en la escuela secundaria. Después de formar Imperial Recordings con DJ Lith, lanzó sus habilidades de producción en sus propios términos, originalmente produciendo drum and bass bajo el alias Infiltrata. En 2006, decidió que iba a hacer dubstep. Fue entonces cuando se creó su nuevo alias 12th Planet, en referencia al libro de Zecharia Sitchin, 12th Planet. Toda producción bajo el nombre 12th Planet es original.  Como una de las primeras personas en llevar la cultura del dubstep a América (en una de las mecas electrónicas de EE. UU., Los Ángeles), 12th Planet ha sido citado con frecuencia como el General de la Cuadrilla Riddim.
12th Planet trabaja frecuentemente con el productor del condado de Orange Flinch y LA Local Skrillex (en las pistas "Needed Change" y "Burst" junto con Kill The Noise). También ha colaborado con varios productores de dubstep, incluidos Datsik, Doctor P, Plastician y Skream. Muchos conocidos DJs de dubstep (como Rusko, Skream, DotSnipper, The MonsterStep, Skrillex y más) usan las producciones y remixes de 12th Planet en sus sets de DJ en vivo.
Como DJ, 12th Planet ha realizado giras por todo el mundo en Londres, Sídney, Auckland y en todo Estados Unidos. También ha tocado en muchos festivales de baile estadounidenses como Electric Daisy Carnival,Together As One, SXSW, Festival de Música y Artes del Valle de Coachella, Ultra Music Festival, Nocturnal y Beyond Wonderland. Está representado por AM Only, una de las agencias más grandes en la industria de la música electrónica.
En 2007, 12th Planet ayudó en el relanzamiento y cambio de marca de SMOG Records, que anteriormente era una compañía de producción de eventos, y desde entonces ha sido su líder. 
En 2009, 12th Planet se incluyó en la lista como uno de los "próximos 100" de URB.com, y tuvo una función especial en sus 25 ¡Ahora! problema suplementario.
2010 marcó el lanzamiento de su video musical para "Razones", presentado por Scion A / V, que se estrenó y se activó en MTV 2. La etiqueta de Diplo Mad Decent incluyó la remezcla de 12th Planet de "Youth Blood" de Little Jinder en su compilación de dubstep "Blow Your Head", lanzada en noviembre. 12th Planet también ha sido descrito por Skrillex como Mentor de Skrillex en un espectáculo en Ultra Music
12th Planet finalizó en el 20 ° lugar en la competencia de DJ's America's Best 2013, una votación y promoción para conocer al DJ más popular del país dirigido por la revista DJ Times y Pioneer DJ.

## Discografía
Singles / EPs
- 2008 RedVolume - 28 Hours Later EP
- 2008 SMOG 001 - Smokescreen EP
- 2008 SMOG 002 - Ptera Patrick EP
- 2008 BASSHEAD 001 - Control EP (with Emu)
- 2008 SMOG 004 - 68 / Be Blatant EP
- 2008 Subconscious Recordings - Spliff Politics EP
- 2008 Argon - Element 16 (Sulfur) EP
- 2008 Noppa Recordings - Tonka EP
- 2009 10 Bag Records - C-Sick / Are Ya Feelin EP (with Emu)
- 2009 SMOG 005 - Texx Mars EP (with Datsik)
- 2010 Dubsteppers for Haiti Volume 3
- 2010 SMOG Scion CD Sampler V.30
- 2010 Bullet Train Records - Reasons EP
- 2011 SMOG 007 - Westside Dub (with Plastician)
- 2011 Dub Police - Purple & Gold (with Antiserum)
- 2011 SMOG 009 - Lootin 92 (with SPL)
- 2011 SMOG 011 - Who Are We?
- 2012 The End Is Near EP
- 2012 SMOG 023 - The End EP
- 2013 SMOG 027 - Whoops/Murdaaa single (with Mayhem)
- 2013 SMOG 035 - Transitions EP (with Protohype)
- 2015 Disciple Recordings - Big Riddim Monsta (with Dodge & Fuski)
- 2016 SMOG 070 - Name Bran (with LUMBERJVCK)
- 2016 SMOG 074 - Gully Squad EP
- 2017 Disciple Recordings - Let Us Prey EP
- 2018 Disciple Round Table - Bongo Boi (with Oolacile)
- 2018 Disciple Recordings - Swamplex Terrestrial EP
- 2019 Disciple Round Table - Bubzstep (with Barely Alive & PhaseOne)
- 2019 Rampage Recordings - Zhuhai
- 2019 Disciple Recordings - Swamplex ExtraTerrestrial EP
- 2020 Disciple Recordings - Swamplex: Next Level EP
- 2021 Create Music Group - Marine Guana
- 2021 Create Music Group - Clairvoyant
- 2021 Create Music Group - Habitat
- 2021 Create Music Group - Supernova EP